# ポヴァティ・ロウ

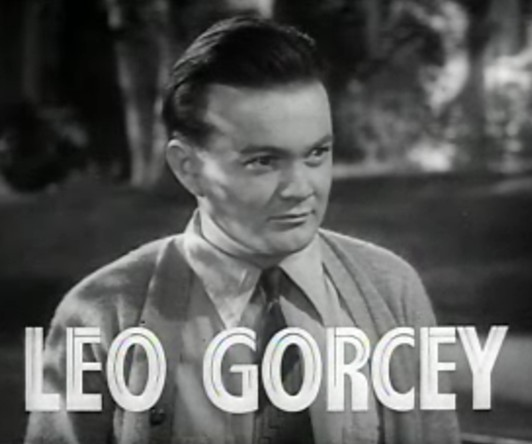
レオ・ゴーシー、1940年

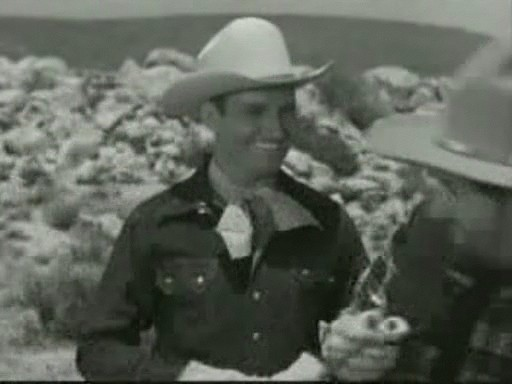
ジーン・オートリー出演の西部劇、1941年

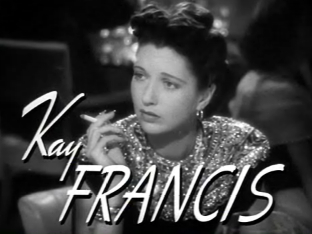
ケイ・フランシス、1941年

ポヴァティ・ロウ（Poverty Row, 「貧民街」の意）は、アメリカ合衆国カリフォルニア州にある映画都市ハリウッドにおいて、サイレント映画時代の末期から1950年代半ばまで、小規模でほとんどが短命に終わったBムーヴィを製作する映画スタジオを指して使用された、スラング的用語である。「ポヴァティ・ロウ」と呼ばれた小スタジオは、多くが現在のハリウッドのゴウワー街に面しているか近隣に存在したが、本用語は、具体的な所在地を特定することが重要ではなく、これら小規模な階層をなすスタジオ群が製作したローバジェット作品のために、一種の包括的な比喩であった。

## 特徴的作品群
ポヴァティ・ロウ的作品群とは、その多くが、西部劇や、レオ・ゴーシーら「バワリー・ボーイズ」と呼ばれた俳優が出演するシリーズ物、架空の日本人ミスター・モトや中国系警部チャーリー・チャンの登場する刑事物である。こういった作品は、一般に、低廉な予算、無名俳優か昔のスターで組まれたキャスティング、性急さと製作にあたっての経済状況を際立たせる全体的な生産価値を特徴とする。

## スタジオ
ポヴァティ・ロウ・スタジオのうちのあるものは、現れたかと思ったら数本のリリースで消え去り、あるものは、圧倒的にスケールの違いはあるとはいえ、多かれ少なかれ、MGMやワーナー・ブラザース、あるいはパラマウント映画のようなメジャー・フィルム・スタジオのような経営を行なった。
もっとも成功し、かつ長く生きながらえた下層企業は、固定資産（熱心な観客には映画から映画へ使い回されていることがわかるようなたくさんのセット）をもち、長期契約のキャストとクルーをもち、より小規模の企業よりも変化に富む作品を生み出すことができた。

### 主要スタジオ
ポヴァティ・ロウにおける主要スタジオには、リパブリック・ピクチャーズがある。同社は、ハーバート・J・イエーツがモノグラム・ピクチャーズ、マスコット・ピクチャーズ、リバティ・フィルムズ、マジェスティック・フィルムズ、チェスターフィールド・モーション・ピクチャーズ、インヴィンシブル・ピクチャーズの既成のポヴァティ・ロウ6社と、イエーツの経営していたコンソリデイテッド・フィルム・インダストリーズを合併した会社である。
リパブリック社は、1930年代に、連続ものの短篇映画とジーン・オートリー出演の西部劇をリリースすることで始まった。偶発的なスーパースターであるジョン・ウェインの成功に偶然に乗っかれたことや、1953年（昭和28年）のウェインのヒット作『静かなる男』のようなより野心的な企画に乗り出す以前の話である。
モノグラム・ピクチャーズは、すぐにリパブリック社を離れ、次の10年間で、人気のスウィング・バンドを主演に迎えた学園ミュージカルから、チャールズ・ディケンズの小説『オリヴァー・ツイスト』といった古典の映画化やケイ・フランシスの引退作品まで、すべてを生み出した。

### 泡沫スタジオ
もっとも小規模なスタジオには、ティファニー・ピクチャーズ、サム・カッツマンズ・ヴィクトリー・ピクチャーズ、マスコット社やチェスターフィールド社があった。これらの会社では、1927年（昭和2年）の現地生産の推進のための法令が生み出した「クォータ・クイッキー」と呼ばれるイギリス映画や、『ベルリンの野獣ヒトラー』（1939年）のようなエクスプロイテーション映画すれすれの作品をインディペンデントのプロデューサーたちから買いつけて、パッケージ化してリリースしていた。
ときには従来の会社に失敗した同じプロデューサーが、新しい会社を始めることもあった。ハリー・S・ウェッブとバーナード・B・レイのリライアブル・ピクチャーズとメトロポリタン・ピクチャーズがそれに当たる。
アスター・ピクチャーズやリアラート・ピクチャーズのような組織は、製作を開始する前に他社から旧作の再映権を購入するところから始めた。

## 衰退
1948年（昭和23年）のパラマウント訴訟の判決とテレビジョン放送の開始は、スタジオ・システムの崩壊と、ポヴァティ・ロウ・スタジオが供給する満席作品を熱望する独立系映画館からは離れた、チェーンシアターの配給網の制限を生み、ハリウッドの現象としての「ポヴァティ・ロウ」の衰退と完全な消滅の原因となった。

## 他社比較
| 五大メジャー         | リトル・スリー               | ポヴァティ・ロウ主要四社                         |
| -------------------- | ---------------------------- | ------------------------------------------------ |
| MGM                  | ユナイテッド・アーティスツ   | グランド・ナショナル・フィルム                   |
| パラマウント映画     | コロムビア映画               | リパブリック・ピクチャーズ                       |
| 20世紀フォックス     | ユニヴァーサル・ピクチャーズ | モノグラム・ピクチャーズ                         |
| ワーナー・ブラザース |                              | プロデューサーズ・リリーシング・コーポレーション |
| RKO                  |                              |                                                  |

## 関連事項
- ゴウワー街 (Gower Street (Hollywood))
- レオ・ゴーシー (Leo Gorcey)
- バワリー・ボーイズ (The Bowery Boys)
- ミスター・モト (Mr. Moto)
- チャーリー・チャン (Charlie Chan)
- シドニー・トーラー (Sidney Toler)
- メジャー・フィルム・スタジオ (Major film studio)
- ハーバート・J・イエーツ (Herbert J. Yates)
- マスコット・ピクチャーズ (Mascot Pictures Corporation)
- リバティ・フィルムズ (Liberty Films)
- マジェスティック・フィルムズ (Majestic Films)
- チェスターフィールド・モーション・ピクチャーズ (Chesterfield Motion Pictures Corporation)
- インヴィンシブル・ピクチャーズ (Invincible Pictures)
- コンソリデイテッド・フィルム・インダストリーズ (Consolidated Film Industries)
- ケイ・フランシス (Kay Francis)
- ティファニー・ピクチャーズ (Tiffany Pictures)
- サム・カッツマン (Sam Katzman)
- サム・カッツマンズ・ヴィクトリー・ピクチャーズ (Sam Katzman's Victory Pictures)
- 現地生産の推進のための法令 (Cinematograph Films Act 1927)
- ハリー・S・ウェッブ (Harry S. Webb)
- バーナード・B・レイ (Bernard B. Ray)
- アスター・ピクチャーズ (Astor Pictures)
- リアラート・ピクチャーズ (Realart Pictures Inc.)
- パラマウント訴訟 (United States v. Paramount Pictures, Inc.)